# Bröthen
Bröthen er en kommune i det nordlige Tyskland, beliggende i Amt Büchen under Kreis Herzogtum Lauenburg. Kreis Herzogtum Lauenburg ligger i delstaten Slesvig-Holsten.

## Geografi
Bröthen grænser mod syd til delstaten Mecklenburg-Vorpommern, mod øst og nord til kommunen Langenlehsten og mod vest til kommunerne Büchen og Witzeeze.
Bækken Riedebeck har sit udspring i Bröthen og danner mod sydvest grænsen til Mecklenburg-Vorpommern, mens floden Delvenau mod vest er kommunegrænsen. Bröthen mod nordøst går kommunen ind i Bergholzer Forst.

### Natur
Naturschutzgebiet Stecknitz-Delvenau-Niederung ligger ved udkanten af Bröthens område. Længst mod syd er Bröthen en del af Naturpark Lauenburgische Seen.